# 哈特鎮區 (印地安納州沃里克縣)
哈特鎮區（英語：Hart Township）是位於美國印地安納州沃里克縣的一個行政鎮區。

## 地方資料
根據2010年美國人口普查的數據，哈特鎮區的面積為108.80平方千米，當中陸地面積為106.90平方千米，而水域面積為1.90平方千米。當地共有人口1626人，而人口密度為每平方千米14.94人。